# Addis Abeba (album)
Addis Abeba – album zespołu Maleo Reggae Rockers wydany w 2009 roku. W lutym 2010 roku wydawnictwo uzyskało nominację do nagrody polskiego przemysłu fonograficznego Fryderyka w kategorii: album roku folk/muzyka świata.

## Lista utworów
1. Droga Wojownika
2. Każda Minuta
3. Alibi
4. Serca Nie Oszukasz
5. Czekamy
6. Dzikie Serce
7. Reggae Radio (feat. EastWest Rockers)
8. Put Your Guns Down (feat. Michael Black)
9. Od Nova
10. See Mount Zion
11. Salut Dla Was
12. Pytanie (utwór dodatkowy)